# Brunstrupig brokvireo
Brunstrupig brokvireo (Pteruthius intermedius) är en fågel i familjen vireor inom ordningen tättingar.

## Utseende och läte
Brunstrupig brokvireo är en vacker liten fågel med vad som ser ut som torkat blod på strupen och tygeln. Fjäderdräkten i överigt är överlag gul, med ögonring och vingband i svart och silvergrått. Lätet är ett kraftigt, upprepat "wiCHE, wiCHE, wiCHE, wiCHE".

## Utbredning och systematik
Brunstrupig brokvireo delas upp i två distinkta underarter med följande utbredning:
- Pteruthius intermedius intermedius – östra Myanmar till sydöstra Kina, nordvästra Thailand, Laos och Vietnam
- Pteruthius intermedius aenobarbulus – Assam (Garo Hills)

Tidigare betraktades den som en del av P. aenobarbus och vissa gör det fortfarande.

## Levnadssätt
Brunstupig brokvireo hittas i lövskogar i lägre bergstrakter där den plockar insekter från lövverket. Liksom andra brokvireor är den rätt trög i rörelserna och inte så akrobatisk. Den följer ofta med kringvandrande artblandade flockar.

### Familjetillhörighet
Brokvireorna i Pteruthius kallades tidigare broktimalior och placerades just helt okontroversiellt i familjen timalior. DNA-studier visade dock mycket förvånande att dessa asiatiska fåglar i själva verket är närbesläktade med de amerikanska vireorna (Vireonidae) och inkluderas därför numera i den familjen.

## Status
IUCN erkänner den inte som god art, varför den inte placeras i någon hotkategori.